# USS Bullhead (SS-332)
USS Bullhead (SS-332) là một  tàu ngầm lớp Balao từng phục vụ cùng Hải quân Hoa Kỳ trong Chiến tranh Thế giới thứ hai. Nó là chiếc tàu chiến duy nhất của Hải quân Hoa Kỳ được đặt cái tên này, theo tên chung của nhiều loài cá da trơn và cá bống đầu bò. Nó đã phục vụ trong Thế Chiến II, thực hiện được ba chuyến tuần tra, và trong chuyến tuần tra cuối cùng đã bị máy bay Nhật Bản đánh chìm trong biển Java vào ngày 6 tháng 8, 1945. Bullhead được tặng thưởng hai Ngôi sao Chiến trận do thành tích phục vụ trong Thế Chiến II.

## Thiết kế và chế tạo
Thiết kế của lớp Balao được cải tiến dựa trên  tàu ngầm lớp Gato dẫn trước, là một kiểu tàu ngầm hạm đội có tốc độ trên mặt nước cao, tầm hoạt động xa và vũ khí mạnh để tháp tùng hạm đội chiến trận. Khác biệt chính so với lớp Gato là ở cấu trúc lườn chịu áp lực bên trong dày hơn, và sử dụng thép có độ đàn hồi cao (HTS: High-Tensile Steel), cho phép lặn sâu hơn đến 400 ft (120 m). Con tàu dài 311 ft 9 in (95,02 m) và có trọng lượng choán nước 1.526 tấn Anh (1.550 t) khi nổi và 2.424 tấn Anh (2.463 t) khi lặn. Chúng trang bị động cơ diesel dẫn động máy phát điện để cung cấp điện năng cho bốn động cơ điện, đạt được công suất 5.400 shp (4.000 kW) khi nổi và 2.740 shp (2.040 kW) khi lặn, cho phép đạt tốc độ tối đa 20,25 hải lý trên giờ (37,50 km/h) và 8,75 hải lý trên giờ (16,21 km/h) tương ứng. Tầm xa hoạt động là 11.000 hải lý (20.000 km) khi đi trên mặt nước ở tốc độ 10 hải lý trên giờ (19 km/h) và có thể hoạt động kéo dài đến 75 ngày.
Tương tự như lớp Gato dẫn trước, lớp Balao được trang bị mười ống phóng ngư lôi 21 in (530 mm), gồm sáu ống trước mũi và bốn ống phía phía đuôi tàu, chúng mang theo tối đa 24 quả ngư lôi. Vũ khí trên boong tàu gồm một hải pháo 4 inch/50 caliber, một khẩu pháo phòng không Bofors 40 mm nòng đơn và một khẩu đội Oerlikon 20 mm nòng đôi, kèm theo hai súng máy .50 caliber. Trên tháp chỉ huy, ngoài hai kính tiềm vọng, nó còn trang bị ăn-ten radar SD phòng không và SJ dò tìm mặt biển. Tiện nghi cho thủy thủ đoàn bao gồm điều hòa không khí, thực phẩm trữ lạnh, máy lọc nước, máy giặt và giường ngủ cho hầu hết mọi người, giúp họ chịu đựng cái nóng nhiệt đới tại Thái Bình Dương cùng những chuyến tuần tra kéo dài đến hai tháng rưỡi.
Bullhead được đặt lườn tại xưởng tàu của hãng Electric Boat Company ở Groton, Connecticut vào ngày 21 tháng 10, 1943. Nó được hạ thủy vào ngày 16 tháng 7, 1944, được đỡ đầu bởi bà Howard R. Doyle, và được cho nhập biên chế cùng Hải quân Hoa Kỳ vào ngày 4 tháng 12, 1944 dưới quyền chỉ huy của Hạm trưởng, Thiếu tá Hải quân Walter Thomas Griffith.

## Lịch sử hoạt động
Sau khi hoàn tất việc chạy thử máy huấn luyện tại vùng biển ngoài khơi vịnh Narragansett, Bullhead lên đường đi Key West, Florida vào ngày 9 tháng 1, 1945, nơi nó trải qua hai tuần lễ huấn luyện nhằm chuẩn bị để được điều động sang khu vực Mặt trận Thái Bình Dương. Nó băng qua kênh đào Panama vào ngày 11 tháng 2 và tiếp tục hành trình hướng sang vùng biển quần đảo Hawaii, đến nơi vào ngày 26 tháng 2. Chiếc tàu ngầm được sửa chữa những hư hại trong chuyến đi và được tái trang bị.

### Chuyến tuần tra thứ nhất
Khởi hành từ Trân Châu Cảng vào ngày 9 tháng 3 cho chuyến tuần tra đầu tiên, Bullhead ghé đến Guam mười ngày sau đó để tiếp thêm nhiên liên liệu, rồi hướng đến khu vực tuần tra phía Bắc biển Đông. Nó canh phòng tại vùng biển chung quanh Đài Loan cho đến ngày 30 tháng 3, nhưng không bắt gặp mục tiêu nào, nên chuyển đến vùng biển ngoài khơi Hong Kong và đã bắn phá các trạm vô tuyến đối phương tại quần đảo Đông Sa. Vào ngày 8 tháng 4, một máy bay ném bom Consolidated B-24 Liberator Không lực đã ném bom nhầm vào chiếc tàu ngầm, nhưng quả bom nổ cách xa và không gây hư hại gì. Tám ngày sau đó, cách bờ biển Trung Quốc chỉ có 4 mi (6,4 km), nó cứu vớt ba thành viên sống sót của một đội bay Boeing B-29 Superfortress. Nó kết thúc chuyến tuần tra khi quay về căn cứ vịnh Subic, Philippines vào ngày 28 tháng 4.

### Chuyến tuần tra thứ hai
Sau khi được tái trang bị, Bullhead thực hành huấn luyện tại khu vực Luzon, Philippines trước khi lên đường vào ngày 21 tháng 5 cho chuyến tuần tra thứ hai. Nó hoạt động trong thành phần một đội tấn công phối hợp "Bầy sói" vốn bao gồm các tàu ngầm Bergall (SS-320) và Kraken (SS-370), và tuần tra trong khu vực vịnh Thái Lan và biển Java. Nó phá hủy một thuyền buồm 150 tấn bằng hải pháo vào ngày 30 tháng 5; rồi sau đó trong biển Java vào ngày 18 tháng 6 đã tiếp tục đánh chìm chiếc Sakura Maru số 58 (khoảng 700 tấn) gần eo biển Sunda, tại tọa độ 05°53′N 106°02′Đ / 5,883°N 106,033°Đ. Sang ngày hôm sau nó tiếp tục phá hủy một tàu săn ngầm và gây hư hại cho một chiếc khác. Nó kết thúc chuyến tuần tra khi quay trở về căn cứ Fremantle, Australia vào ngày 2 tháng 7.

### Chuyến tuần tra thứ ba
Rời Fremantle vào ngày 31 tháng 7 cho chuyến tuần tra thứ ba, cũng là chuyến cuối cùng, trong vùng biển Java, Bullhead tiếp tục hoạt động trong thành phần một "Bầy sói" vốn bao gồm các tàu ngầm Capitaine (SS-336) và Puffer (SS-268). Nó báo cáo đã băng qua eo biển Lombok vào ngày 6 tháng 8, rồi sau đó hoàn toàn mất liên lạc.
Vì các tàu ngầm Hải quân Hoàng gia Anh HMS Taciturn (P334) và HMS Thorough (P324) cũng đồng thời hoạt động tại cùng khu vực vào thời gian đó, cùng với các tàu ngầm Hoa Kỳ Cod (SS-224) và Chub (SS-329), khó có thể xác định hoạt động chống ngầm nào của đối phương đã khiến Bullhead bị mất. Rất có thể vào ngày 6 tháng 8, một máy bay ném bom hạng nhẹ Mitsubishi Ki-51 đã tấn công một tàu ngầm bằng mìn sâu, ghi được hai quả trúng đích, và sau mười phút đã ghi nhận một mảng dầu loang lớn cùng nhiều bọt khí trồi lên từ dưới nước. Do vị trí này gần sát bờ biển Bali, địa hình núi non đã giới hạn tầm phát hiện của radar phòng không nên chiếc tàu ngầm đã không kịp đối phó với máy bay đối phương.
Bullhead được xem là bị mất trong chiến đấu vào ngày 15 tháng 8, 1945. Tên nó được cho rút khỏi danh sách Đăng bạ Hải quân vào ngày 17 tháng 9, 1945.

## Phần thưởng
Bullhead được tặng thưởng hai Ngôi sao Chiến trận do thành tích phục vụ trong Thế Chiến II.
|  |                           |  |
|  | Bronze star · Bronze star |  |

| Dãi băng Hoạt động Tác chiến  |                                                                         |                                      |
| Huân chương Chiến dịch Hoa Kỳ | Huân chương Chiến dịch Châu Á-Thái Bình Dương với 2 Ngôi sao Chiến trận | Huân chương Chiến thắng Thế Chiến II |